# Phil Cade
 Phil Cade  va ser un pilot de curses automobilístiques estatunidenc que va arribar a disputar curses de Fórmula 1.
Phil Cade va néixer el 12 de juny del 1916 a Charles City, Iowa, Estats Units i va morir el 28 d'agost del 2001 a Winchester, Massachusetts, Estats Units.

## A la F1
Va debutar a l'última cursa de la temporada 1959 (la desena temporada de la història) del campionat del món de la Fórmula 1, disputant el 12 de desembre del 1959 el GP dels Estats Units al Circuit de Sebring.
Phil Cade va participar en una única prova puntuable pel campionat de la F1, no aconseguint classificar-se per la cursa i no assolí cap punt pel campionat del món de pilots.

## Resultats a la Fórmula 1
| Any  | Equip     | Xassís   | Motor    | 1   | 2   | 3   | 4   | 5   | 6   | 7   | 8   | 9       | Posició | Punts |
| ---- | --------- | -------- | -------- | --- | --- | --- | --- | --- | --- | --- | --- | ------- | ------- | ----- |
| 1959 | Phil Cade | Maserati | Maserati | MON | 500 | HOL | FRA | GBR | ALE | POR | ITA | USA NVS | -       | 0     |

### Resum
| Curses: | Victòries: | Pòdiums: | Poles: | Voltes ràpides: | Punts: |
| ------- | ---------- | -------- | ------ | --------------- | ------ |
| 1       | 0          | 0        | 0      | 0               | 0      |